# Levantijnse adder
De Levantijnse adder (Macrovipera lebetinus ) is een slang uit de familie adders (Viperidae).

## Naam en indeling
De wetenschappelijke naam van de soort werd in 1758 als Coluber Lebetinus gepubliceerd door Carl Linnaeus. De soort werd in 1908 door Frank Wall in het geslacht Vipera geplaatst. In 1999 plaatsten McDiarmid, Campbell en Touré de soort in het geslacht Macrovipera, een keuze die daarna door meerdere auteurs werd gevolgd.

## Uiterlijke kenmerken
De Levantijnse adder kan een lichaamslengte bereiken van ongeveer 150 centimeter. Uitschieters kunnen tot twee meter lang worden en een lichaamsgewicht bereiken van meer dan vijf kilo, waarmee het de grootste Europese addersoort is. De lichaamskleur is meestal zandbruin tot grijs met op de rug een zigzagtekening opgebouwd uit een smalle donkere rugstreep, en aan weerszijden verschuivende donkere vlekken met soms een rode kleur in het midden van iedere vlek. Er zijn zes ondersoorten en hiernaast is het verspreidingsgebied groot, waardoor er aardig wat variatie is, maar aan de lengte zijn met name volwassen exemplaren makkelijk te herkennen.

## Verspreiding en habitat
De Levantijnse adder komt voor in delen van Europa, noordelijk Afrika, Azië en het Midden-Oosten. De slang leeft in de landen Algerije, Tunesië, Cyprus, Irak, Turkije, Afghanistan, Syrië, Libanon, Iran, Pakistan, India, Jordanië, Rusland, Armenië, Azerbeidzjan, Turkmenistan, Kazachstan, Kirgizië, Oezbekistan en Tadzjikistan. De habitat bestaat uit bossen, scrublands, graslanden, rotsige omgevingen en woestijnen. Ook in door de mens aangepaste streken zoals akkers, weilanden, plantages, landelijke tuinen en stedelijke gebieden kan de slang worden gevonden. De soort is aangetroffen van zeeniveau tot op een hoogte van ongeveer 2500 meter boven zeeniveau.

## Levenswijze
Het voedsel bestaat uit kleine zoogdieren en vogels, maar soms ook wel andere slangen, jonge dieren eten veelal hagedissen. Deze soort heeft een zogenaamd cytotoxisch gif dat de cellen aantast en zo beschadigingen veroorzaakt aan weefsels. In tegenstelling tot de meeste adders, die snel bijten en weer terugtrekken, is de Levantijnse adder vasthoudender. Door kauwbewegingen te maken wordt relatief veel gif ingebracht, wat deze soort veel gevaarlijker maakt dan andere soorten giftige slangen. Uit laboratoriumproeven blijkt dat een bepaalde verbinding in het gif, Lebectine genaamd naar de soortnaam, mogelijk in de oncologie gebruikt kan worden om tumoren te bestrijden.
De Levantijnse adder is een zeer goede klimmer die snel in bomen kan kruipen. Het vrouwtje zet ongeveer vijftien tot twintig eieren af die na ongeveer zes weken uitkomen.

## Beschermingsstatus
Door de internationale natuurbeschermingsorganisatie IUCN is de beschermingsstatus 'veilig' toegewezen (Least Concern of LC).

## Ondersoorten
De soort wordt verdeeld in vijf ondersoorten. De voormalige ondersoort Macrovipera lebetina schweizeri wordt tegenwoordig als een aparte soort erkend; Macrovipera schweizeri. De huidige ondersoorten zijn onderstaand weergegeven, met de auteur en het verspreidingsgebied.
| Naam                                    | Auteur                   | Verspreidingsgebied                                                                       |
| --------------------------------------- | ------------------------ | ----------------------------------------------------------------------------------------- |
| Macrovipera lebetinus cernovi           | Chikin & Szczerbak, 1992 | Turkmenistan, Iran, Oezbekistan, Kirgizië, Afghanistan, India, Pakistan                   |
| Macrovipera lebetinus lebetinus         | Linnaeus, 1758           | Cyprus, Irak, Syrië                                                                       |
| Macrovipera lebetinus obtusa            | Dwigubsky, 1832          | Turkije, Irak, Afghanistan, Syrië, Libanon, Iran, Pakistan, Jordanië, Zuidelijke Kaukasus |
| Macrovipera lebetinus transmediterranea | Nilson & Andrén, 1988    | Algerije, Tunesië                                                                         |
| Macrovipera lebetinus turanica          | Cernov, 1940             | Kirgizië, Oezbekistan, Tadzjikistan                                                       |